# Klimat Nigerii
Pomimo iż Nigeria położona jest w strefie klimatów podrównikowych, na jej terenie występuje zadziwiająco wiele typów klimatu. Strefy klimatyczne zmieniają z południa na północ. Na południu panuje klimat równikowy wybitnie wilgotny o cechach monsunowych, o najniższej w kraju amplitudzie rocznej temperatur (25–28 °C) i najwyższej rocznej sumie opadów sięgającej 3400 mm. Na wybrzeżu opady deszczu występują przez cały rok. Im dalej na północ, tym klimat staje się suchszy, z wyraźnie zaznaczonymi ośmiomiesięcznymi okresami bezdeszczowymi, przechodzi w podrównikowy wilgotny. Północna Nigeria należy do strefy klimatów podzwrotnikowych. Średnie miesięczne temperatury sięgają w styczniu 22 °C, w maju 32 °C. Roczne opady wynoszą jedynie 350 mm.